# Південне напівкільце
Південне напівкільце магістральних ліній електропередачі 750 кВ (Південне напівкільце або Second Back Bone) — один з пріоритетних проєктів Енергетичної стратегії України на період до 2030 року в галузі енергетики (станом на 13 січня 2011 року перебуває в процесі перегляду). Магістраль з'єднає між собою Хмельницьку АЕС — Дністровську ГАЕС — ПС Приморську — ПС Каховську — Запорізьку АЕС (загальна довжина приблизно 1000 км).
Проєкт Південного напівкільця було розроблено ще у 1970-1980 роках як частину інфраструктури атомних електростанцій, але через брак фінансування проєкт так і не було реалізовано. Разом з Північним напівкільцем (Рівненська АЕС — ПС Київська — ПС Північноукраїнська — ПС Харківська — ПС Донбаська), ці магістральні ЛЕП мають дозволити зняти обмеження мережі на видачу потужності Хмельницької, Рівненської, Запорізької атомних електростанцій і регулюючих потужностей Дністровської ГАЕС.
Ідею побудови Південного напівкільця було реанімовано у 2006 році у першому варіанті Енергетичної стратегії України на період до 2030 року. Будівництво планується здійснювати, залучивши кошти міжнародних банків розвитку, таких як http://www.ebrd.com/pages/homepage.shtml[недоступне посилання з липня 2019] та http://www.eib.org/projects/index.htm[недоступне посилання з липня 2019]. Приблизна вартість обох проєктів (Південне і Північне напівкільце) — 53 млрд грн.